# أوببا بابا توندي
أوببا بابا توندي (بالإنجليزية: Obba Babatundé) (و. 1951  م) هو ممثل مسرحي، وممثل تلفزي، وممثل أفلام، وكاتب سيناريو، ومنتج أفلام أمريكي.

## وصلات خارجية
- أوببا بابا توندي على موقع IMDb (الإنجليزية)
- أوببا بابا توندي على موقع ألو سيني (الفرنسية)
- أوببا بابا توندي على موقع ميوزك برينز (الإنجليزية)
- أوببا بابا توندي على موقع أول موفي (الإنجليزية)
- أوببا بابا توندي على موقع قاعدة بيانات برودواي على الإنترنت (الإنجليزية)
- أوببا بابا توندي على موقع قاعدة بيانات الأفلام السويدية (السويدية)
- أوببا بابا توندي على موقع إن إن دي بي (الإنجليزية)
- أوببا بابا توندي على موقع ديسكوغز (الإنجليزية)
- أوببا بابا توندي على موقع قاعدة بيانات الفيلم (الإنجليزية)
- أوببا بابا توندي على موقع كينوبويسك (الروسية)